# HUR
Hovedstadens Udviklingsråd, ofta förkortat HUR, var en organisation som hade till uppdrag att koordinera utvecklingen i Köpenhamnsområdet mellan 2000 och 2006. Organisationens uppgifter övertogs därefter av Region Hovedstaden och Region Själland. HUR:s kollektivtrafikdivision, HUR Trafik, slogs ihop med de andra lokaltrafikbolagen i dessa regioner till Movia.